# Juan Brożek
Jan Brożek ( Kurzelów, 1 de noviembre de 1585-Cracovia, 21 de noviembre de 1652 ) fue un polímata polaco: matemático, astrónomo, médico, poeta, escritor, músico  y rector de la academia de Cracovia.

## Vida
Brożek nació en Kurzelów, provincia de Sandomierz, y vivió en Kraków y Międzyrzec Podlaski. Estudió en la academia de Kraków (ahora Universidad Jagelónica) y en la Universidad de Padua. Trabajó como rector de la Universidad Jagelónica.
Fue el matemático polaco más destacado del siglo XVII, y trabajó en la teoría de los números (especialmente los números perfectos) y en la geometría. También estudió medicina, teología y geodesia. Entre los problemas que abordó se encuentra el de por qué las abejas crean panales hexagonales; demostró que ésta es la forma más eficaz de utilizar la cera y almacenar la miel. 
Contribuyó a que se conocieran mejor las teorías de Nicolás Copérnico y fue su partidario ardiente y primer biógrafo. 
Alrededor de 1612 visitó el capítulo en Warmia y con el conocimiento del Príncipe-Obispo Simon Rudnicki se llevó de allí una serie de cartas y documentos con el fin de publicarlos, cosa que nunca hizo. Contribuyó a mejorar la versión de una breve biografía de Copérnico escrita por Simon Starowolski. "Tras su muerte, toda su colección se perdió"; así, "la obra inédita de Copérnico sufrió probablemente el mayor daño a manos de Johannes Broscius".
Brożek murió en Bronowice, actualmente un distrito de Cracovia. Uno de los edificios de la Universidad Jagellónica, el Collegium Broscianum, lleva su nombre.

## Trabajos y obras
- "Geodesia distantiarum" (1610);
- "Dissertatio Astronomica" (1.616);
- "Dissersatio de cometa Astrophili" (1619);
- "De dierum inaequalitate"(1619);
- "Arithmetica integrorum" (1620);
- "Apologja pierwsza kalendarz rzymskiego powszechnego" (1.641);
- "Apologia pro Aristótele et Euclide" (1652);
- "De Numeris perfectis disceptatio" (1637);
- "Epistolae ad naturam ordinatarum figurarum plenius intelligendam pertinentes" (1615);
- "Cracowiensis Peripatheticus";
- "Sermo en synodo Luceornensi" (1641)
- Discurs Ziemianina z Plebanem (Discurso entre el hacendado y el vicario de 1625)
  - Gratis, Discurs albo yo Ziemianina z Plebanem (Gratis, o Discurso I entre el hacendado y el vicario)
  - Przywiley, albo Discurs II Ziemianina z Plebanem (Privilegio, o Discurso II entre el hacendado y el vicario)
  - Consens, albo Discurs III Ziemianina Plebanem z (Consenso, o Discurso III entre el hacendado y el vicario)

### Otras
- Jan Nepomucen Franke, "Jan Brożek (J. Broscius) Akademik Krakowski..." Jagiellonian University Press, Kraków, 1884;
- "Jan Brożek, Wybór Pism" [Jan Brożek, Selected Writings] Vol. 1, Edit. Henryk Barycz, Vol. 2, Edit. Jadwiga Dianni. P.W.N., Warszawa, 1956;
- Jan Chroboczek, Jan Brożek:  Mathematician, Astronomer and Biographer of Copernicus (1585–1652), The Polish Review, vol. LV, no. 2, 2010, pp. 169–93. and "Three letters on Copernicus published by Joannes Broscius in 1618", pp 1–20 in Sudhoffs Archiv, 97-1, Stuttgart 2013;
- Krzysztof Tatarkiewicz "Brzozek czy Brożek, materiały do rozważań w 350 rocznicę..." 2nd Edit. Manuscript available at the RCIN Web page of the Inst. Mat. Pol. Acad. Sci. (IMPAN), Warsaw, deposited by the author in 2003.